# Christian Scott
Christian Scott, noto anche con lo pseudonimo di Christian Scott aTunde Adjuah (New Orleans, 31 marzo 1983), è un trombettista, compositore e produttore discografico statunitense.
È il nipote del sassofonista jazz Donald Harrison.

## Biografia

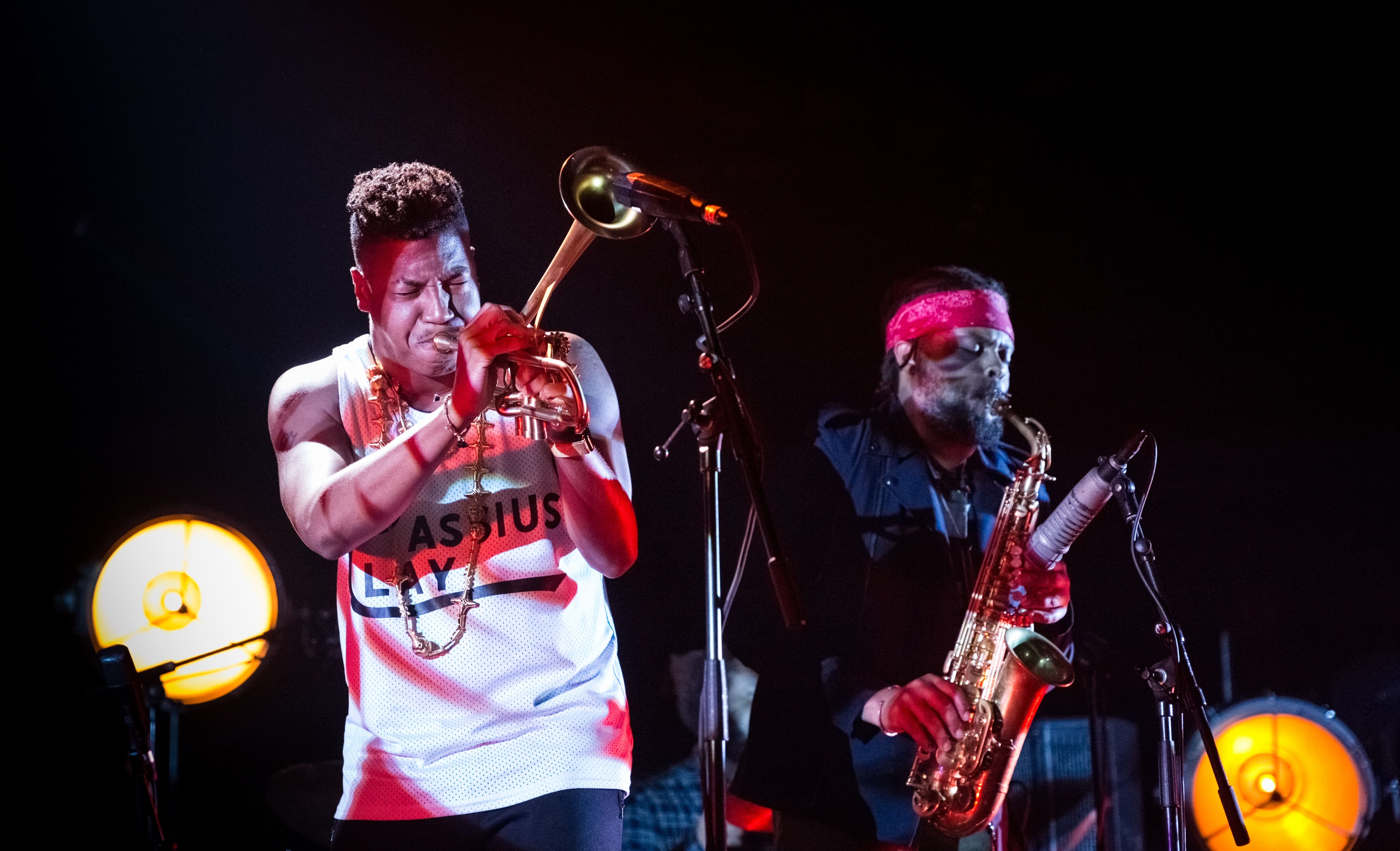
Christian Scott nel 2016 al festival Leverkusener Jazztage

Scott è nato nel 1983 a New Orleans, Louisiana, da Cara Harrison e Clinton Scott III e ha un fratello gemello, Kiel. All'età di 13 anni inizia a suonare con lo zio, il sassofonista jazz Donald Harrison. A 14 anni riesce ad entrare alla New Orleans Center for Creative Arts (NOCCA), dove studia jazz sotto la guida di Clyde Kerr, Jr. e Kent Jordan, diplomandosi nel 2001.
Dopo il diploma alla NOCCA, Scott vince una borsa di studio per frequentare il Berklee College of Music di Boston, Massachusetts, dove si diploma nel 2004. Tra il 2003 e il 2004, mentre frequenta il Berklee College, suona nel Berklee Monterey Quartet, partecipa alle registrazioni come membro dell'Art:21 student cooperative quintet, e studia sotto la direzione di Charlie Lewis, Dave Santoro e Gary Burton. Si è perfezionato come musicista professionista specializzandosi in musica originale per il cinema.
Il suo album di debutto Rewind That, del 2006, inciso con la Concord Records, ha ricevuto una nomination per il Grammy Award. Ha vinto il premio Edison Award nel 2010 e nel 2012.
Dal 2002, Scott ha inciso 12 album in studio e 2 dal vivo.

## Discografia

### Discografia come leader
- 2002 Christian Scott – Impromp2 Records / Omni American Music
- 2004 Two of a Kind – Nagel Heyer Records w/ Donald Harrison
- 2006 Rewind That – Concord Records
- 2007 Anthem – Concord Records
- 2008 Live at Newport – Concord Records
- 2010 Yesterday You Said Tomorrow – Concord Records / UMG / OmniAmerican Music
- 2011 Ninety Miles – Concord Picante w/ Stefon Harris and David Sanchez
- 2012 Christian aTunde Adjuah – Concord Records / UMG / OmniAmerican Music
- 2012 Ninety Miles Live At Cubadisco – Concord Picante
- 2015 Stretch Music – Ropeadope/Stretch Music
- 2015 Stretch Music App – Stretch Music
- 2017 Ruler Rebel – Stretch Music
- 2017 Diaspora – Stretch Music[8][9]
- 2017 The Emancipation Procrastination – Ropeadope/Stretch Music[10][11]
- 2019 Ancestral Recall - Ropeadope Records
- 2020 Axiom - Ropeadope Records

### Partecipazioni
- 1999	Paradise Found – Donald Harrison  (produzione/tromba)
- 2001	Real Life Stories – Donald Harrison
- 2003	Karin Williams – Karin Williams
- 2005	Blueprint of a Lady:Sketches of Billie Holiday – Nnenna Freelon
- 2006	Every Road I Walked – Grace Kelly
- 2006	Survivor – Donald Harrison
- 2006	What is Love – Erin Boheme
- 2007	Return From Mecca – X Clan
- 2007	Planet Earth – Prince
- 2008	Blueprints of Jazz, Vol 1 – Mike Clark
- 2008	Charlie Brown TV Themes – David Benoit
- 2008	Global Noize – Global Noize
- 2008	It's Christmas – Ledisi (produzione)
- 2011	Tutu Revisited – Marcus Miller
- 2014	Inner Dialogue – Sarah Elizabeth Charles (produzione/tromba)

## Membri delle formazioni

### Attuali
- Christian Scott - tromba, cornetta, flicorno, trombone soprano
- Braxton Cook - sassofono contralto, straight alto saxophone
- Joe Dyson - batteria, percussioni
- Corey Fonville - batteria
- Lawrence Fields - pianoforte
- Kristopher Funn - basso
- Dominic Minix - chitarra
- Elena Pinderhughes - flauto traverso e voci

### Precedenti
- Esperanza Spalding - basso
- Matthew Stevens - chitarra
- Thomas Pridgen - batteria
- Aaron Parks - pianoforte
- Walter Smith III - sassofono
- Jamire Williams - batteria
- Luques Curtis - basso
- Zaccai Curtis - pianoforte
- Marcus Gillmore - batteria
- Milton Fletcher Jnr - pianoforte